# Bulbophyllum dictyoneuron
Bulbophyllum dictyoneuron là một loài phong lan thuộc chi Bulbophyllum.